# Johann Andreas Agthe
Johann Andreas Agthe (russisch Андрей Андреевич Ахте Andrei Andrejewitsch Achte; * 2. Januar 1733 in Hettstedt; † 14. September 1806 in Arensburg) war ein deutschbaltischer Organist. 

## Leben
Agthe gehörte zu einer weitverzweigten Musikerfamilie und war Sohn des gleichnamigen Vaters Johann Andreas Agthe (1699–1739), der Lehrer und Organist an der Mädchenschule in Hettstedt war, und Dorothea Agthe geb. Müller (1700–1740). 
Agthe war ab 1748 Schüler von Johann Sebastian Bach an der Thomasschule zu Leipzig. Agthe wurde Organist, Stadtsekretär und Kreisanwalt im baltischen Arensburg. Für seinen eifrigen Dienst als Landtaxator erhielt er den Rang eines Kollegienassessors und wurde als solcher durch Kaiser Alexander I. von Russland 1803 in den erblichen Adelsstand erhoben. Ferner wurde er in die Oeselsche Ritterschaft aufgenommen. Agthe war dreimal verheiratet und hatte 17 Kinder, von denen nicht alle das Erwachsenenalter erreichten. Unter seinen zahlreichen Nachkommen waren Musiker, hochdekorierte Militärs, Geistliche, Bergbauingenieure und Ärzte. Einer seiner Söhne, die Militärs wurden, war der General Adam Georg von Agthe, der auch an der Völkerschlacht bei Leipzig beteiligt war.